# Barringtonia racemosa
Barringtonia racemosa (L.) Spreng., 1826 è un albero della famiglia Lecythidaceae, diffuso nelle aree costiere dell'oceano Indiano.

## Descrizione

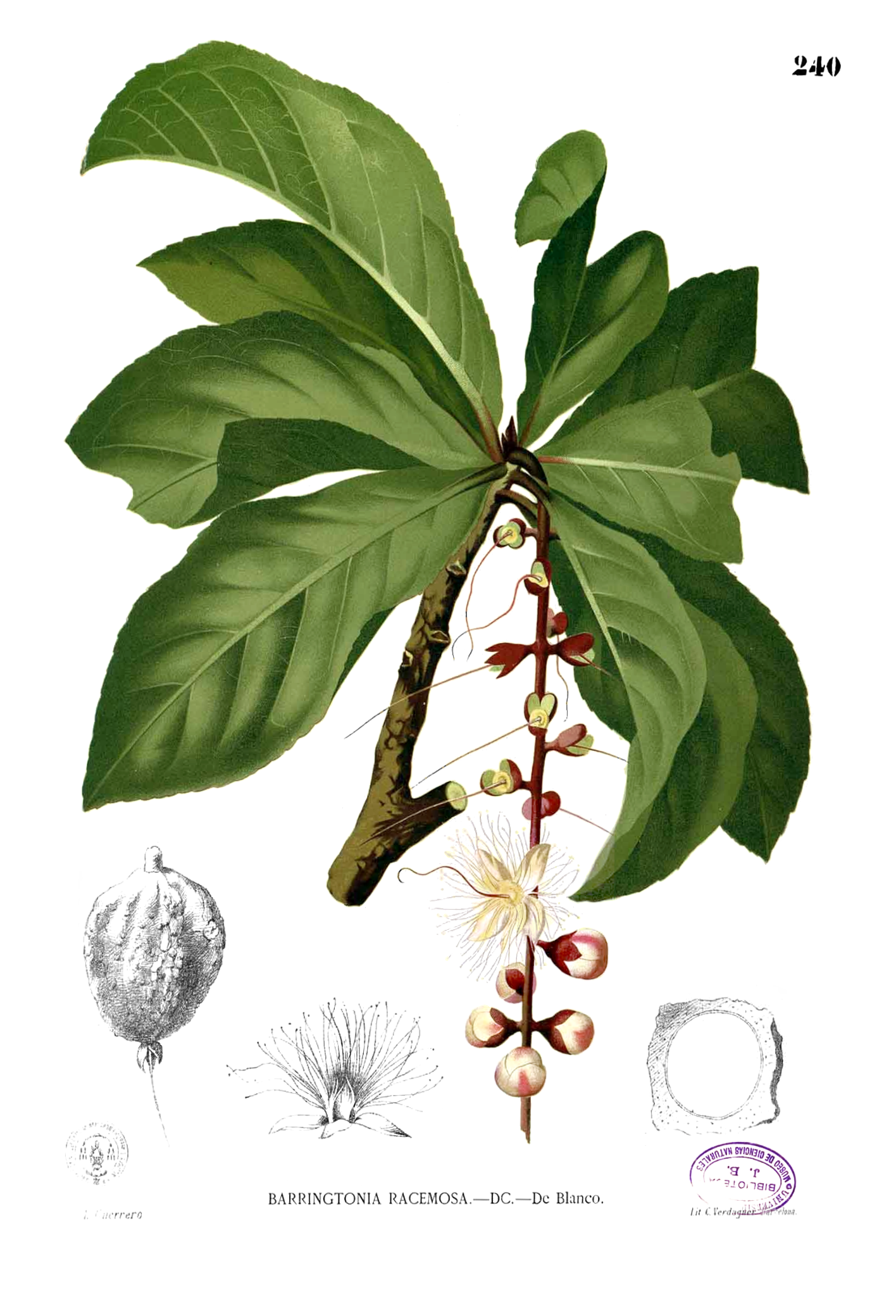

È un albero di piccole dimensioni, con fusto eretto che può raggiungere i 10 m di altezza.

Ha foglie alterne, obovato-lanceolate, lunghe 20–30 cm e larghe 5–8 cm, dotate di un corto picciolo.

I fiori, di colore dal bianco al rosa pallido, sono riuniti in infiorescenze pendule lunghe 40–50 cm. Presentano sepali plurilobati uniti alla base, verdi con sfumature rosa, petali ellittici e stami molto lunghi, riuniti in ciuffi piumosi.

I frutti sono ovali, circa 3 x 2 cm, di colore giallo-bruno a maturazione e contengono semi aromatici.

## Distribuzione e habitat
Ha un areale esteso alla fascia costiera dell'Oceano indiano, dalla costa orientale di Sudafrica, Mozambico, Tanzania e Madagascar, proseguendo per India, Sri Lanka, Malaysia, Thailandia e Laos, sino a raggiungere le coste della Cina meridionale, l'Australia settentrionale, le isole Ryūkyū del Giappone e numerose isole della Polinesia.
Predilige gli ambienti costieri umidi (mangrovieti, macchie costiere) e le foreste fluviali, da 0 a 200 m di altitudine.

## Ecologia
Barringtonia racemosa tollera un alto grado di salinità delle acque, ma si adatta anche a periodi di estrema siccità.
La dispersione dei semi è affidata principalmente alle maree anche se vi sono evidenze sul ruolo di animali (forse uccelli) non ancora identificati.
I fiori, che si schiudono durante la notte, emanano un odore intenso che attrae sia farfalle notturne che pipistrelli nettarivori, ma non è stato ancora identificato un impollinatore specifico.
Le larve della farfalla Coeliades keithloa (Hesperiidae) si nutrono delle sue foglie.